# Olindias formosa
Olindias formosa  (лат.) — вид гидроидных из отряда лимномедуз (Limnomedusae). Обитают у южного побережья Японии. Для медуз этого вида характерно зависание в неподвижности вблизи дна в мелководных районах. Летом 1979 года во время вспышки их численности в префектуре Нагасаки получили ожоги несколько десятков купальщиков.

## Медузы

Схема продольного среза через медузу. В изображении есть неточности:
— манубриум короткий, хотя в длину должен превышать высоту зонтика;
— половые железы изображены свисающими в субумбрелляную полость, а не прилегающими к радиальным каналам.

Диаметр зонтика взрослых медуз составляет около 7,5 см при вдвое меньшей высоте. Щупальца расположены не только по краю зонтика (вторичные), но также и на эксумбрелле (его верхней поверхности) почти до самой вершины зонтика (первичные). Количество первичных щупалец примерно на треть меньше числа вторичных (соответственно, около 260 и 320 у взрослых медуз). Многочисленные статоцисты расположены по два в основании каждого вторичного щупальца.
Ротовое отверстие расположено на вершине длинного четырёхгранного манубриума (ротового хоботка). От залегающего центрально желудка отходят шесть радиальных каналов кишечника, что отличает их от других представителей рода Olindias, у которых таких каналов только четыре. Достигнув края зонтика, радиальные каналы соединяются с кольцевым. У крупных экземпляров пищеварительная система усложнена за счёт развития слепо замкнутых центрипетальных каналов — ориентированных от кольцевого канала по направлению к желудку. Половые железы прилегают к радиальным каналам на всём их протяжении.

## Полипы
Данные о строении полипов отсутствуют. У родственного вида Olindias phosphorica полипы обладают миниатюрными размерами (0,25 мм), лишены щупалец и живут в длинных перидермальных трубках.